# Turku pályaudvar
Turku pályaudvar (finnül: Turun päärautatieasema, svédül: Åbo centralstation, néha Turku C) vasútállomás Finnországban, Turku településen.

## Vasútvonalak
Az állomást az alábbi vasútvonalak érintik:
- Helsinki–Turku-vasútvonal
- Turku–Toijala-vasútvonal

## Kapcsolódó állomások
A vasútállomáshoz az alábbi állomások vannak a legközelebb: